# Dominique Colonna
Dominique Colonna (4. září 1928 Corte – 12. září 2023 Corte) byl francouzský fotbalový brankář.

## Fotbalová kariéra
Začínal v týmu USC Corte. V Ligue 1 chytal za Montpellier HSC, Stade Français FC, OGC Nice a Stade Reims, nastoupil ve 370 ligových utkáních a získal čtyři mistrovské tituly. V Poháru mistrů evropských zemí nastoupil ve 20 utkáních. Za reprezentaci Francie nastoupil v letech 1957–1961 ve 13 utkáních. Byl členem reprezentace Francie na Mistrovství světa ve fotbale 1958, kde Francie obsadila třetí místo, ale v utkání nenastoupil a zůstal mezi náhradníky.

## Ligová bilance
| Ročník            | Zápasy | Góly | Klub              |
| ----------------- | ------ | ---- | ----------------- |
| Ligue 1 1948/1949 | 12     | 0    | Montpellier HSC   |
| Ligue 1 1949/1950 | 26     | 0    | Stade Français FC |
| Ligue 1 1950/1951 | 24     | 0    | Stade Français FC |
| Ligue 1 1951/1952 | 30     | 0    | Stade Français FC |
| Ligue 1 1952/1953 | 27     | 0    | Stade Français FC |
| Ligue 1 1953/1954 | 24     | 0    | Stade Français FC |
| Ligue 2 1954/1955 | 30     | 0    | Stade Français FC |
| Ligue 1 1955/1956 | 24     | 0    | OGC Nice          |
| Ligue 1 1956/1957 | 31     | 0    | OGC Nice          |
| Ligue 1 1957/1958 | 32     | 0    | Stade Reims       |
| Ligue 1 1958/1959 | 26     | 0    | Stade Reims       |
| Ligue 1 1959/1960 | 32     | 0    | Stade Reims       |
| Ligue 1 1960/1961 | 29     | 0    | Stade Reims       |
| Ligue 1 1961/1962 | 27     | 0    | Stade Reims       |
| Ligue 1 1962/1963 | 26     | 0    | Stade Reims       |
| CELKEM Ligue 1    | 370    | 0    |                   |